# 粉色药丸
《粉色药丸》是一部2017年出品的短片电影，由青年导演谢晓珊自编自导。影片改编自真实新闻事件并采用四川话配音。

## 内容简介
枯燥的县城中学，一份日记被当众念出，张鹤与陈雪，两个女孩之间的暧昧被公开。如同平静水面被投下巨石，张鹤此后在学校受到孤立。同桌李波已暗恋张鹤多时，为了保护她，懦弱的少年甚至与人打架。两颗心渐渐靠近。这时，有人提议，也许那粉色的药丸可以唤起张鹤对男生的喜欢？
少年幼稚真诚的爱有可能改变张鹤吗？抑或这份爱只能将两人都引至歧途？

## 外部連結
- 開眼電影網上《粉色藥丸》的資料（繁體中文）